# 우이판
우이판(중국어: 吴亦凡 [Wú Yìfán], 1990년 11월 6일 ~ ) 또는 크리스 우(영어: Kris Wu)는 중국의 전 가수이자 배우, 래퍼이며 성범죄자이다. 2012년부터 2014년까지 Exo의 멤버였다. 중국계 캐나다인이며 대한민국과 중화권을 중심으로 래퍼 겸 배우로 활동했다. 태어날 때의 이름은 리자헝(중국어: 李嘉恒 [Lǐ Jiāhéng])이다. 중국과 미국에서 미성년자 강간 혐의로 중국 공안에 체포되어 현재는 차오양 구치소에 구금되어 있다.

## 생애
1990년 11월 6일 중국 광저우에서 태어났으며 가족으로는 어머니가 있다. 만 9살 때 캐나다로 이민을 가서 캐나다 국적을 가지고 있다. 4개국어를 할 수 있고 능숙하다. 이중에서는 한국어는 크리스와 루한과 같은 중국인 2인보다 잘한다. 크리스의 부모님은 크리스가 10살 때 이혼했다고 한다. 크리스가 10살기 전 까지는 아버지랑 어머니와 함께 살고 있었다.
표준중국어, 영어, 한국어, 광동어 4개국어가 능숙하다.
2007년 SM 엔터테인먼트에서 주최한 캐나다에서 열린 글로벌 오디션을 통해 SM에 입사, 5년간의 연습생을 한 뒤 EXO의 11번째 멤버로 공개되었다. EXO 활동 당시 예명은 크리스였다.

## 강간 혐의
2021년 성범죄 강간 사건으로 인해 중국공안에 긴급 체포가 돼서 차오양 공안국(朝阳公安局)에 구금되어 있다. 이로 인하여 중국에서 강제추방까지 당했다.
2023년 11월 24일 징역 13년 형을 받게 되었다.
형기를 채우고 나면 국적지인 캐나다로 추방 될 예정이다.

## 경력
- 2012년 4월 7일 ~ 2014년 5월 15일 그룹 'EXO' 멤버
- 2012년 4월 7일 ~ 2014년 6월 5일 소속사 'SM 엔터테인먼트' 소속

## 학력
- 캐나다 윈스턴 처칠 경 고등학교, 포인트 그레이 고등학교

## 데뷔 이전
- 2011년 9월 9일 소녀시대 타이완 콘서트 VCR 출연

## 음반 활동
- 중국 영화 소시대3 - OST (시간자우)

## 음반 외 활동

### MC
- 2013년 8월 27일 / 9월 3일 Arirang-TV 《Simply K-pop》 스페셜 MC
- 2013년 10월 9일 《아시아송페스티벌》 MC
- 2013년 11월 3일 《유튜브 뮤직 어워드》 MC

### 방송
- MBC every1 《EXO's 쇼타임》 (2013년 11월 28일 ~ 2014년 2월 13일)[5]
- Mnet 《뜨거운 순간 xoxo, EXO》 (2014년 5월 9일 ~ 5월 30일)

### 영화
- 중국 영화 하유교목 아망천당(夏有喬木 雅望天堂) (2014년) - 주연, 하목
- 중국 영화 유일개지방지유아문지도(有一个地方只有我们知道) (2015년 2월 10일 개봉) - 남자 주인공
- 중국 영화 원래니환재저리(原来你还在这里) (2015년) - 주연
- 중국 영화 노포아(老炮儿) (2015년) - 주연
- 중국 영화 작적(爵迹) (2016년) - 주연
- 중국 영화 미인어(美人魚) (2016년) - 조연
- 프랑스 영화 발레리안: 천 개 행성의 도시(Valerian and the City of a Thousand Planets) (2017년) - 네자 중사 역 (조연)
- 중국 영화 서유복요편(西游伏妖篇) (2017년) - 주연

### 기타 활동
- 2014년 2월 서울특별시 강남구 홍보대사 (EXO의 수호와 함께)